# アレッシオ・ゼルビン
アレッシオ・ゼルビン（Alessio Zerbin, 1999年3月3日 - ）は、イタリア・ノヴァーラ出身のサッカー選手。イタリア代表。USクレモネーゼ所属。ポジションはFW。

## 経歴

### クラブ
FCインテルナツィオナーレ・ミラノ、ノヴァーラ・カルチョ、スーノFCD、ASDカルチョ・ゴッツァーノの下部組織で育ち、ゴッツァーノに所属していた2016年4月10日にセリエDの試合にデビューした。
2017年1月31日、セリエAのSSCナポリに加入した。プリマヴェーラで試合を重ねる中、5月28日にトップチームの試合であるセリエA最終節のUCサンプドリア戦でベンチメンバーに名を連ねた。翌2017-18シーズンもプリマヴェーラを活動の舞台とし、公式戦35試合で13得点を挙げた。
2018年7月19日、セリエCのASヴィテルベーゼ・カストレンセに期限付き移籍で加入した。
2019年7月24日、セリエCのチェゼーナに期限付き移籍で加入した。
2020年9月17日、セリエCのFCプロ・ヴェルチェッリに期限付き移籍で加入した。
2021年7月28日、セリエBのフロジノーネ・カルチョに期限付き移籍で加入した。8月15日に行われたシーズン最初の公式戦コッパ・イタリア1回戦のヴェネツィアFCとの試合で後半13分から交代出場し新天地にデビュー。20日のセリエB開幕節のパルマ・カルチョ1913戦では先発に名を連ねると、前半31分に元イタリア代表GKジャンルイジ・ブッフォンの弾いたボールをゴールに流し込み、初得点を記録した。12月と翌年1月にはイタリアサッカー選手協会（AIC）による月間最優秀選手に2カ月連続で選出された。最終的にリーグ戦31試合の出場で9得点3アシストを記録し、レーガBの企画した一般投票によるセリエB年間ベスト11に選出された。
2024年1月25日、セリエAのACモンツァに期限付き移籍で加入した。
2025年1月18日、セリエAのヴェネツィアFCに一定の条件が達成された場合に買い取り義務の発生する半年間の期限付き移籍で加入した。
2025年7月29日、セリエAに昇格したUSクレモネーゼに一定の条件が達成された場合に買い取り義務の発生する1年間の期限付き移籍で加入した。

### 代表

#### ユース代表
2017年2月2日、U-18イタリア代表に初招集された。8日のU-18フランス代表との試合で先発に名を連ねデビューすると、翌3月8日のU-18デンマーク代表戦で初得点を決めた。

#### A代表
2022年5月24日、同日から始まったイタリア代表監督ロベルト・マンチーニによる若手選手約50名を対象とした3日間のトレーニングキャンプに追加で招集された。キャンプが終了した26日、翌月に試合を控えて既に23日に発表されていたイタリア代表のメンバーにゼルビンを含む8名が追加選出された。6月7日にスタディオ・ディノ・マヌッツィで行われたUEFAネーションズリーグ2022-23グループステージのハンガリー代表との試合で、2-1と勝ち越しているなか後半38分からジャコモ・ラスパドーリに代わってピッチに入り、イタリア代表にデビューした。スコアはこのまま動かずデビュー戦を勝利で終えたが、フロジノーネに所属している選手がイタリア代表の試合に出場したのは史上初の出来事であり、またセリエAでのプレー経験がない中でイタリア代表にデビューした史上6人目の選手となった。

## タイトル
ヴィテルベーゼ
- コッパ・イタリア・セリエC：2018-19

ナポリ
- セリエA：2022-23